# Hermann Tomasgaard
Hermann Tomasgaard (n. 4 ianuarie 1994, Lørenskog, Akershus, Norvegia) este un iahtman ce a reprezentat Norvegia, medaliat olimpic. A participat la o ediție a Jocurilor Olimpice (2020) în care a câștigat o medalie de bronz.

## Participări
Lista de mai jos prezintă principalele competiții la care a participat Hermann Tomasgaard de-a lungul carierei.
- Navigație la Jocurile Olimpice de vară din 2020 – Clasa Laser masculin[3]